# Freddy’s New Nightmare
Freddy’s New Nightmare ist ein Horrorfilm aus dem Jahre 1994 und der siebte Teil der Nightmare-Reihe. Wes Craven verhalf Freddy Krueger noch einmal zu einem Auftritt auf der Leinwand.

## Handlung
Diesmal kommt Freddy in die Realität der Filmemacher. Wes Craven plant einen neuen Krueger-Film, wieder mit Hauptdarsteller Robert Englund. Während der Dreharbeiten beginnt aber einiges schief zu laufen. Währenddessen wird Heather Langenkamp, die in Teil 1 und 3 der Reihe die Rolle der Nancy Thompson gespielt hatte, von Telefonanrufen belästigt und ihr kleiner Sohn Dylan wird von unheimlichen Träumen heimgesucht. Der "Freddy"-Darsteller Robert Englund ist indes aber nicht mehr zu erreichen.
Erst spät bemerken die Hollywood-Berühmtheiten, dass die von ihnen erschaffene Fantasie-Figur „Freddy Krueger“ daran arbeitet, Realität zu werden. Jedoch gelingt es Heather Langenkamp und ihrem Sohn, Freddy in seiner surrealen Traumwelt zu stellen und zu besiegen. Damit scheint der Albtraum gebannt.

## Rezeption

### Kritik
Das Lexikon des internationalen Films kritisierte, dass „durch die umständliche Erzählkonstruktion [...] Spannung“ kaum aufkomme. Zudem fehle Freddy’s New Nightmare „die psychologische und ästhetische Tiefe mancher früheren Filme“ und somit „auch der Reiz seiner Vorgänger“.

### Auszeichnungen
- Der Film wurde 1995 in drei Kategorien („Bester Horrorfilm“, „Beste Musik“, „Beste Darstellung“ von Miko Hughes) für den Saturn Award nominiert.
- Marianne Maddalena wurde 1995 für den Independent Spirit Award nominiert.
- Wes Craven gewann 1995 für das Drehbuch den International Fantasy Film Award und wurde in der Kategorie „Bester Film“ für den International Fantasy Film Award nominiert.[3]

### Einspielergebnis
Der Film konnte weltweit rund 20 Millionen US-Dollar einspielen.

## Trivia
- Wes Cravens Tochter Jessica Craven tritt in einer kurzen Nebenrolle als Krankenschwester auf.
- Lin Shaye, die bereits im ersten Teil der Reihe eine Lehrerin spielte, übernimmt ebenfalls eine kleine Nebenrolle als Krankenschwester.
- Kurz nachdem der eigentliche Dreh der Erdbebenszene beendet war, gab es ein wirkliches Erdbeben, das Northridge-Erdbeben 1994. Dies machte sich die Filmcrew zunutze, indem das Team nach draußen ging und einfach die zerstörten Straßen und Gebäude abfilmte, die im fertigen Film als reale Hintergrundkulissen dienen.
- Vor Drehbeginn wurde Heather Langenkamp tatsächlich von einem Stalker telefonisch belästigt, der behauptete, Freddy zu sein. Langenkamp erlaubte Craven, dies in den Film einzubauen.
- In der Rolle des kleinen Jungen Dylan ist Schauspieler Miko Hughes zu erleben, der fünf Jahre davor, 1989, in der Stephen-King-Verfilmung Friedhof der Kuscheltiere schon mal ein furchterregendes, von bösen Mächten besessenes Kind verkörperte, das sich als toter Wiedergänger gegen seine Familie richtet. Im Jahre 1998 wirkte Miko Hughes in dem Thriller Das Mercury Puzzle neben Bruce Willis mit.
- Im Abspann am Ende des Films wird die Figur Freddy Krueger mit der Beifügung himself aufgelistet, als handele es sich dabei um eine reale, der Besetzung angehörende Persönlichkeit.
- Entgegen den sechs vorangegangenen Folgen trägt die Figur Freddy Krueger im siebten Teil neben seinem Fedora-Hut, dem grün-rot gestreiften Pullover und der Klauenhand zusätzlich einen schwarzen Trenchcoat.
- Gegen Ende des Filmes tragen Heather Langenkamp und John Saxon dieselbe Kleidung wie in Nightmare – Mörderische Träume, als die beiden Darsteller mit einem Mal wieder in ihre alten Rollen als Nancy Thompson und Polizist Donald Thompson schlüpfen. In diesem Moment verschwimmen die Grenzen zwischen Fiktion und Wirklichkeit.
- Die deutsche Fassung wurde nicht schnitttechnisch zensiert, aber es wurden Geräusche von der Tonspur gelöscht. Es wurde mittlerweile bestätigt, dass es sich nicht um ein Versehen handelte, so wurde z. B. das Geräusch der Knochensäge im Leichenschauhaus fast gänzlich gelöscht.
- Freddy tötet in keinem Film weniger Menschen, "nur" Heathers Mann und die Babysitterin ihres Sohnes fallen ihm direkt zum Opfer. Des Weiteren werden noch zwei Tricktechniker ermordet, ob dies Freddy war, steht zwar nicht fest, liegt aber nahe.
- Dieser Film ist der erste der Nightmare-Reihe, in dem keine Kinder beim Seilspringen zu sehen sind.

## Synchronisation
| Rolle                               | Schauspieler       | Synchronsprecher     |
| ----------------------------------- | ------------------ | -------------------- |
| Heather Langenkamp / Nancy Thompson | Heather Langenkamp | Madeleine Stolze     |
| John Saxon / Lt. Donald Thompson    | John Saxon         | Randolf Kronberg     |
| Dylan Porter                        | Miko Hughes        | Patrick Scheingraber |
| Chase Porter                        | David Newsom       | Frank Röth           |
| Julie                               | Tracy Middendorf   | Kellina Klein        |
| Dr. Hefner                          | Fran Bennett       | Ilona Grandke        |
| er selbst                           | Robert Shaye       | Leon Rainer          |
| er selbst                           | Wes Craven         | Norbert Gastell      |
| Krankenschwester                    | Lin Shaye          | Marion Hartmann      |
| Chuck Wilson                        | Matt Winston       | Jan Odle             |
| er selbst                           | Sam Rubin          | Ulrich Frank         |
| Chauffeur                           | Cully Fredricksen  | Thomas Albus         |
| Robert Englund / Freddy Krueger     | Robert Englund     | Wolfgang Müller      |